# Leo Visser
Leendert "Leo" Visser, född 13 januari 1966 i Haastrecht, är en nederländsk före detta skridskoåkare. Hans största framgång är silvret vid OS 1988 i Calgary på 5000 m, ett lopp som vanns av Tomas Gustafson. Visser har dessutom tre olympiska bronsmedaljer.
Visser hade sina största framgångar på de längre distanserna, men var även en duktig allroundåkare, och vann guld på såväl EM som VM 1989 i denna disciplin. Detta år blev han utsedd till Årets idrottsman i Nederländerna.
Visser avslutade sin aktiva karriär 1992, och har därefter sadlat om till att bli pilot. Han flyger numera Boeing 777 för det nederländska flygbolaget KLM.